# قائمة جزر مصر
هذه قائمة بجزر جمهورية مصر العربية النيلية و البحرية و لا تشتمل الجزر الموسمية .

## جزرمحافظة القاهرة
| الجزيرة       | التبعية الإدارية | المساحة | عدد السكان ( إن وجد ) |
| ------------- | ---------------- | ------- | --------------------- |
| جزيرة الجزيرة | الزمالك          | 2.77    | 15,225                |
| جزيرة الروضة  | مصر القديمة      | 1.6     | 47,214                |
| جزيرة المعادي | المعادي          | 0.19    | 0                     |
| جزيرة الوراق  | الوراق           | 5.94    | 30,000                |

## جزرمحافظة الإسكندرية
| الجزيرة      | التبعية الإدارية | المساحة |
| ------------ | ---------------- | ------- |
| جزيرة نيلسون | ثان المنتزة      | 0.02    |

## جزرمحافظة بورسعيد
| الجزيرة        | التبعية الإدارية | المساحة |
| -------------- | ---------------- | ------- |
| جزيرة تنيس     | أول الجنوب       | 1.33    |
| جزيرة ابن سلام | أول الجنوب       | 0.32    |

## جزرمحافظة السويس
| الجزيرة         | التبعية الإدارية | المساحة |
| --------------- | ---------------- | ------- |
| الجزيرة الخضراء | السويس           | 0.01    |

## جزرمحافظة الدقهلية
| الجزيرة         | التبعية الإدارية | المساحة |
| --------------- | ---------------- | ------- |
| جزيرة كوم الدهب | الجمالية         | 0.29    |

## جزرمحافظة القليوبية
| الجزيرة      | التبعية الإدارية | المساحة |
| ------------ | ---------------- | ------- |
| جزيرة الرملة | بنها             | 0.61    |

## جزرمحافظة كفر الشيخ
| الجزيرة        | التبعية الإدارية | المساحة | عدد السكان |
| -------------- | ---------------- | ------- | ---------- |
| جزيرة الوكايلة | دسوق             | 0.42    | 100 ~      |

## جزرمحافظة المنوفية
| الجزيرة        | التبعية الإدارية | المساحة | عدد السكان |
| -------------- | ---------------- | ------- | ---------- |
| جزيرة أبو داود | السادات          | 1.2     | 2,500~     |

## جزرمحافظة البحيرة
| الجزيرة         | التبعية الإدارية | المساحة | عدد السكان |
| --------------- | ---------------- | ------- | ---------- |
| جزيرة الفوال    | المحمودية        | 0.35    | 300~       |
| جزيرة الرحمانية | الرحمانية        | 1.8     | 20,000~    |
|                 |                  |         |            |

- جزيرة سيال
- جزر الجفتون
- جزر الجونة
- جزيرة الشورانية
- جزيرة الإلفنتين
- جزيرة سهيل
- جزيرة النباتات
- جزيرة الزبرجد أو جزيرة سانت جونز
- جزيرة روكى و مكوع